# La clínica
La clínica es una teleserie cómica o sitcom de televisión, original de Gustavo Loza (el creador de la serie "Los héroes del norte") para Cadenatres y producción de Adicta films. Se transmitió de lunes a viernes a las 20:00 a partir del 24 de septiembre del 2012 al 8 de marzo del 2013. Está protagonizada por José María de Tavira y Valerie Domínguez, antagonizada por Karla Souza y Julio Bracho, además de los actores Luis Gerardo Méndez, Catalina López, Eugenio Bartilotti, Dario T. Pie, María Fernanda García, Danny Perea y en la Segunda Temporada se incorporan Ricardo Polanco y María Elena Saldaña. Es creada y producida por Gustavo Loza y dirigida por Salvador Espinosa.

## Sinopsis
La desquiciada teleserie se basa en lo sucedido en un hospital psiquiátrico más conocido como La Clínica dirigida por el Dr. Cosme Krauss (Julio Bracho), psiquiatra astuto y perverso, donde comenzarán a desencadenarse conflictos cuando al lugar llega Elvicio (José María de Tavira), un pintor alternativo e irreverente quien no cree en el matrimonio pero en la La Clínica conocerá a Lucy el gran amor de su vida; y ha sido secuestrado por Fernando Rivadeneyra, para su fines malvados. Maripili (Karla Souza) es la típica chica rica y mimada la cual se obsesionó por su novio Elvicio pero ella en la La Clínica conocerá a Miguel el amor de su vida y su futuro esposo. El Dr. Cosme Krauss es una persona cínica y malvada y el cual no es doctor porque todos sus títulos fueron comprados en la segunda temporada se convierte en paciente el cual sufre de paranoia y desorden de persecución.
Es ahí donde Elvicio conocerá y quedará atrapado sentimentalmente por Lucy (Valerie Domínguez) la hermosa y conservadora enfermera que a su vez es el objeto del deseo del Dr. Krauss. Para enredar más las cosas Maripili se autoingresa con tal de estar cerca de su amado Elvicio, que dice estar más cuerdo que todos. Lucy (Valerie Domínguez) es una chica hermosa e inocente y algo boba pero de buen corazón que se enamora de Elvicio, ella tiene la esperanza de que Elvicio cambie de idea sobre el matrimonio. Y en la La Clínica también están doña Matilde la cocinera y mejor amiga de Lucy la cual está enamorada de Toñito ella muere antes de la segunda temporada, además también esta Antonio el encargado de la seguridad de laLa Clínica e hijo secreto del Dr. Krauss el cual no es muy inteligente pero tiene un gran corazón. 
Entre los pacientes de La Clínica también se encuentra Doña Elsa (María Fernanda García) una mujer que después de tenerlo todo termina recluida en el psiquiátrico tras perder toda su fortuna, y ahora cree que el lugar es aquel que perdió y a todos los trata como sus sirvientes. Cuando ve a Elvicio cree que es el hijo que abandono en su juventud. También esta Miguel que es un superdotado que sufre un trastorno de triple personalidad una de las personalidades es Faustino que es el típico macho norteño y la otra es Sereno Navajas un colombiano, cuando conoce a Maripili es la persona en la que el menos piensa en enamorase pero como la vida da muchas vueltas ella termina siendo el amor de su vida. Otro sería Ovidio que es un hombre del pasado que fue criogenizado y que cuando despertó se quedó atónito ante el futuro, tiempo después se descubre que es pariente lejano de Elvicio. Otro paciente es Dulce que fue internada por creer ser policía y cuando llega a la La Clínica se hace pasar por muda. Además en la segunda temporada ella cree tener un novio imaginario llamado Silverio y se vuelve novia de Toñito.

## Elenco

### Principal
- José María de Tavira - Elvicio Pacheco
- Valerie Domínguez - Lucía Lucinda "Lucy" Wilson
- Karla Souza - María del Pilar "Maripily" Rivadeneyra y María Emilia "Marimily" Pérez Villana Principal / Hermana gemela de Maripily
- Julio Bracho - Dr. Cosme Krauss Villano
- Luis Gerardo Méndez - Miguel / Faustino / Sereno Navajas
- Catalina López - Matilde 'La cocinera'†
- Eugenio Bartilotti - Antonio "Toñito" Krauss
- Dario T. Pie - Ovidio† / Rocco
- María Fernanda García - Doña Elsa
- Danny Perea - Dulce de Krauss
- Ricardo Polanco - Jack Aránda "Jacaránda"
- María Elena Saldaña - Sor Visitación conocida como Sor-Cita'

### Actuación Especial
- Eduardo España - Payaso Nenuco
- Marcela Morett - Pancha
- Polo Ortín - Don Lucho
- Laura de Ita - La Beba
- Fernanda Castillo - Faustina "la Regis"
- Grettell Valdez - María Carlota "La Vagabunda"
- Juan Ríos Cantú - Fabián Salmones / Alberto "Beto" Meléndez
- Guillermo Quintanilla - Astolfo Aranda
- Claudia Godínez - Jacinta
- Alan Estrada - Anito
- Damayanti Quintanar - Rita Lazo

### Invitados Especiales
- Gustavo Adolfo Infante - Gustavo Adolfo Infante
- Yuriria Sierra - Yuriria Sierra, (vividora de los gobiernos de ultra derecha)
- Diego Reyes - Diego Reyes
- Miguel Layún - Miguel Layún
- Mariana "La Barbie" Juárez - Mariana 'La Barbie Juárez'
- Pablo Carrillo - Pablo Carrillo
- Alejandro Cárdenas - Alejandro Cárdenas
- Soraya Jiménez - Zoraida Jinetes